# Андрусяк Василь Васильович
Васи́ль Васи́льович Андруся́к (псевдо «Грегіт», «Різун», «Різьбяр», «Чорний», «Коваль»; 11 січня 1915, м. Снятин, нині Івано-Франківська область — 24 лютого 1946, між селами Грабівка Калуського та Глибока Богородчанського районів Івано-Франківської області) — командир сотні УНС «Змії» (листопад 1943), курінний куреня «Скажені» (початок 1944), керівник бою на горі Лопата з німцями (9 липня 1944), командир Станіславського ТВ-22 «Чорний ліс» (25.04.1945 — 24.02.1946), полковник УПА (посмертно).
Лицар Золотого Хреста Бойової Заслуги 2-го кл. та Золотого Хреста Бойової Заслуги 1-го кл.

## Життєпис
Народився 11 січня 1915 року в Снятині (нині Івано-Франківська область, Україна) в родині Василя та Євдокії Андрусяків. Був четвертою дитиною в сім'ї.
З початку 1930-х рр. брав участь в діяльності українського «Пласту», «Просвіти», товариства «Сокіл», а з 1932 р. — Юнацтва Організації українських націоналістів (ОУН). Був засновником осередку ОУН в Снятинській гімназії.
У 1936 стає повітовим провідником ОУН під псевдом «Чорний».
До 1939 року неодноразово затримувався польською поліцією, а після приєднання Західної України до СРСР його заарештувало НКВС 5 жовтня 1939. Провів у в'язниці 3 місяці та був звільнений. Згодом вступив на навчання до Коломийського педагогічного училища, почав відновлювати мережу ОУН в Коломиї, організував разом з членами «Сокола» вишколи та курси конспірації.
Взимку 1940 року повторно затриманий чекістами, але зумів втекти і поїхав на вчительську роботу в с. Зелене Жаб'ївського району (тепер Верховинського району).

### Війна
Остерігаючись чергового арешту, Василь в 1940 році перейшов кордон в Польщу і в Австрії вступає в український легіон «Роланд» (весна — літо 1941). Після його розпуску в липні 1941 року повертається до Снятина, де очолює окружний провід ОУН (псевдо «Різьбяр»).
Повітовий та окружний керівник ОУН (1941—1942). У серпні 1943 року очолив загін особливого призначення з 40 бойовиків, завданням якого було забезпечення повстанських відділів зброєю, боєприпасами, одностроями, медикаментами тощо шляхом нападів на німецькі господарські установи, склади тощо. Член обласного військового штабу, командир сотні УНС «Змії» (10.1943 — 06.1944), курінний куреня «Скажені» (початок 1944), керівник 22-го тактичного відтинку «Чорний ліс» (25.04.1945 — 24.02.1946), одержує звання хорунжого.
В кінці березня 1944 на дорозі Станіслав-Калуш в засідку куреня УПА «Скажені» потрапили три вантажівки, наповнені німецькими та угорськими солдатами. Внаслідок короткочасного бою німці загинули, а угорці здалися в полон.
У квітні-травні 1944 курінь «Різуна» неодноразово вступав в бої з партизанами Михайла Шукаєва біля Чорного лісу.
Керівник бою на горі Лопата з німцями та угорцями (9 липня 1944).
На початку серпня 1944 р. курінь УПА «Скажені» роззброїв між селами Зубриця і Радич у Турківському районі на Дрогобиччині 220 угорських солдат. Під час проведення цієї акції було вбито 2-ох і поранено 7 угорців, без втрат з боку упівців.
Нагороджений Золотим Хрестом Бойової Заслуги 2-го класу (25.04.1945), влітку 1945 одержує четверту Срібну зірку за поранення.
Хорунжий (1944), поручник (1945), майор (1946).

### Боротьба з загонами НКВС
На Різдво 1945 року в бою з чекістами курінний «Грегіт-Різун» був важко поранений. Його оперував талановитий хірург «Пастер» (Олексій Зеленюк). Після успішної операції командира перевезли до остаточного одужання у повстанську столицю — село Грабівку. Через дванадцять днів після поранення Василь Андрусяк уже керував боєм біля села Глибоке, що у Богородчанському районі. Весною того ж року наказом Крайового повстанського штабу він був нагороджений Золотим Хрестом Бойові Заслуги 2-го класу і призначений командиром Станіславського ТВ-22 «Чорний ліс».
11 травня 1945 року одружився з членом ОУН, розвідницею і зв'язковою повітового проводу, пізніше медсестрою Євгенією Гуцуляк.
Організував успішний наліт на обласний центр — Станіслав 31.10.1945.
Загинув 24 лютого 1946 року у Чорному лісі на Богородчанщині разом з політвиховником ТВ-22 поручником (бунчужним) «Бояном» (Когуч Борис Федорович) та двома стрільцями у сутичці з енкаведистами — рейдовою групою 215-го стрілецького полку внутрішніх військ НКВД під командуванням старшого лейтенанта Євтухіна. Місце розташування «Різуна» та його охорони вороги оточили в п'ять рядів. «Боян» проривався до них з боєм, здолав чотири кільця оточення, а на п'ятому загинув. Бій тягнувся довго, забрав багато людських життів. Тіла хлопців два тижні возили селами, аж поки люди їх не опізнали, потім в Богородчани і до Станіслава.
Місце поховання Андрусяка та його бійців залишилося невідомим. Незабаром, 10 березня 1946, дружина Андрусяка, Євгенія, народила сина Василя. Вони переховувалися, але у серпні 1947-го були затримані радянськими службами держбезпеки. Євгенію засудили на 10 років таборів, а Василя відправили до дитячого будинку. Пізніше хлопчика усиновив офіцер МДБ і переїхав з ним до Росії. Але у 1950-х Євгенія повернулася в Україну і їй вдалося відшукати й повернути собі сина. Євгенія Андрусяк дожила до Незалежності й написала книгу спогадів

## Нагороди
- Згідно з Наказом Головного військового штабу УПА ч. 1/45 від 25.04.1945 року Василь Андрусяк — «Різун» відзначений Золотим хрестом бойової заслуги УПА 2 класу.
- Згідно з Постановою УГВР від 7.10.1946 року та наказом Головного військового штабу УПА ч. 2/46 від 10.10.1946 року Василь Андрусяк — «Грегіт» відзначений Золотим хрестом бойової заслуги УПА 1 класу.

## Вшанування пам'яті

Пам'ятник у Снятині

- Посмертно присвоєно звання полковника.
- В с. Глибокому хтось із жителів зробив позначку на букові, під яким загинули герої. Щороку позначку поправляли. І коли Україна воскресла, це місце показали дружині «Різуна». Тепер тут висипана символічна могила, оскільки місце поховання досі невідоме, і кожного року у лютому на ній відправляють молебень за борців-героїв. Одну із таких відправ проводило 5 священиків. До могили йшов потік людей, їх підвозили 19 возів місцевих селян.
- 23 травня 1999, в день Святої Трійці, в рідному Снятині йому встановлено пам'ятник. Автор — професор Львівської академії мистецтв Іван Самотос та архітектор професор Василь Каменюк. У школі-ліцей створено кімнату-музей Василя Андрусяка, його іменем названо музей визвольних змагань у Снятинській ратуші, а також Крайові Управи ОУН, УПА Снятинщини і Калущини. Його іменем названі вулиці у Снятині, Калуші (вулиця на Височанці), Грабівці.
- За сприяння Львівської обласної організації ВО «Свобода» та товариства пошуку жертв війни «Пам'ять» фольклорний театр Остапа Стахіва зняв кліп на повстанську пісню «В Чорнім лісі», присвячену Василю Андрусяку.
- 23 лютого 2016 Івано-Франківська ОДА, Івано-Франківська обласна рада, управління культури, національностей та релігій ОДА, Івано-Франківський обласний музей визвольної боротьби імені Степана Бандери, Івано-Франківська обласна організація Національної спілки краєзнавців України, Івано-Франківський обласний державний центр туризму і краєзнавства учнівської молоді провели регіональну науково-практичну конференцію «Полковник УПА Василь Андрусяк — „Грегіт“, „Різун“: життя і боротьба» (до 70-річчя від дня героїчної загибелі)[9]
- 1.12.2017 року від імені Координаційної ради з вшанування пам'яті нагороджених Лицарів ОУН і УПА у м. Галич Івано-Франківської обл. Золотий хрест бойової заслуги УПА 1 класу (№ 015) та Золотий хрест бойової заслуги УПА 2 класу (№ 006) передані Павлові Андрусяку, онуку Василя Андрусяка — «Різуна».